# Monasterio de Clonard
El Monasterio de Clonard (en inglés: Clonard Monastery) es una iglesia católica y el monasterio, ubicado cerca de Falls Road en Belfast, Irlanda del Norte, Reino Unido.
El complejo fue desarrollado por la orden religiosa católica de los Redentoristas. Los miembros de esta orden religiosa llegaron a Belfast originalmente en 1896. En un principio se construyó una pequeña iglesia de estaño en los terrenos de Clonard House en 1897. En 1890 el monasterio fue inaugurado sobre estas bases y en 1911 la Iglesia del Santísimo Redentor abrió sus puertas en el recinto y sustituyó a la iglesia de estaño.
Clonard también se utiliza como sala de conciertos de muchos festivales en la ciudad, sobre todo el Feile an Phobail y tiene una Novena anual que atrae a más de 100.000 turistas, católicos y protestantes, de toda Irlanda y Europa cada año. 